# Boxe aux Jeux olympiques d'été de 1964
Navigation
Rome 1960 Mexico 1968
Aux Jeux olympiques d'été de 1964, dix épreuves de boxe anglaise se sont disputées du 11 au 23 octobre 1964 à Tokyo, Japon.

## Résultats

### Podiums
| Catégories                    | Or                   | Argent              | Bronze                                   |
| Poids mouches (-51 kg)        | Fernando Atzori      | Artur Olech         | Robert John Carmody Stanislav Sorokin    |
| Poids coqs (-54 kg)           | Takao Sakurai        | Chung Shin-Cho      | Juan Fabila Mendoza Washington Rodríguez |
| Poids plumes (-57 kg)         | Stanislav Stepashkin | Anthony Villanueva  | Heinz Schulz Charles Brown               |
| Poids légers (-60 kg)         | Józef Grudzień       | Velikton Barannikov | Jim McCourt Ronald Allen Harris          |
| Poids super-légers (-63,5 kg) | Jerzy Kulej          | Yevgeniy Frolov     | Habib Galhia Eddie Blay                  |
| Poids welters (-67 kg)        | Marian Kasprzyk      | Richardas Tamulis   | Pertti Purhonen Silvano Bertini          |
| Poids super-welters (-71 kg)  | Boris Lagutin        | Joseph Gonzales     | Nojim Maiyegun Jozef Grzesiak            |
| Poids moyens (-75 kg)         | Valeriy Popenchenko  | Emil Schulz         | Franco Valle Tadeusz Walasek             |
| Poids mi-lourds (-81 kg)      | Cosimo Pinto         | Aleksey Kisselyov   | Aleksandr Nikolov Zbigniew Pietrzykowski |
| Poids lourds (+81 kg)         | Joe Frazier          | Hans Huber          | Giuseppe Ros Vadim Yemelyanov            |

### Tableau des médailles
Un classement des médailles dominé par les boxeurs soviétiques tant au niveau des médailles d'or (à égalité avec la Pologne) qu'au niveau du nombre de médailles au total. 
| Place | Pays                       | Médaille d'or, Jeux olympiques | Médaille d'argent, Jeux olympiques | Médaille de bronze, Jeux olympiques | Total |
| ----- | -------------------------- | ------------------------------ | ---------------------------------- | ----------------------------------- | ----- |
| 1     | Union soviétique           | 3                              | 4                                  | 2                                   | 9     |
| 2     | Pologne                    | 3                              | 1                                  | 3                                   | 7     |
| 3     | Italie                     | 2                              | 0                                  | 3                                   | 5     |
| 4     | États-Unis                 | 1                              | 0                                  | 3                                   | 4     |
| 5     | Japon                      | 1                              | 0                                  | 0                                   | 1     |
| 6     | Équipe unifiée d'Allemagne | 0                              | 2                                  | 1                                   | 3     |
| 7     | Corée du Sud               | 0                              | 1                                  | 0                                   | 1     |
| -     | France                     | 0                              | 1                                  | 0                                   | 1     |
| -     | Philippines                | 0                              | 1                                  | 0                                   | 1     |
| 10    | Bulgarie                   | 0                              | 0                                  | 1                                   | 1     |
| -     | Finlande                   | 0                              | 0                                  | 1                                   | 1     |
| -     | Ghana                      | 0                              | 0                                  | 1                                   | 1     |
| -     | Irlande                    | 0                              | 0                                  | 1                                   | 1     |
| -     | Mexique                    | 0                              | 0                                  | 1                                   | 1     |
| -     | Nigeria                    | 0                              | 0                                  | 1                                   | 1     |
| -     | Tunisie                    | 0                              | 0                                  | 1                                   | 1     |
| -     | Uruguay                    | 0                              | 0                                  | 1                                   | 1     |
| Total | 17 pays médaillés          | 10                             | 10                                 | 20                                  | 40    |